# Василенцевский сельсовет
Василенцевский сельсовет — упразднённая административно-территориальная единица, существовавшая на территории Московской губернии и Московской области до 1925 и в 1926—1939 годах.
Драньковский сельсовет был образован в первые годы советской власти. По данным 1923 года он входил в состав Поминовской волости Егорьевского уезда Московской губернии.
В 1925 году Драньковский с/с был присоединён к Коробятскому с/с, но уже 16 ноября 1926 года он был выделен обратно.
В 1929 году Драньковский с/с был отнесён к Шатурскому району Орехово-Зуевского округа Московской области. При этом он был переименован в Василенцевский сельсовет.
10 июля 1933 года в связи с ликвидацией Шатурского района Василенцевский с/с был передан в Егорьевский район.
17 июля 1939 года Василенцевский с/с был упразднён. При этом его территория (селение Василенцево) была передана в Коробятский с/с.